# Il gioco dei 9
Il gioco dei 9 è un quiz televisivo andato in onda dapprima su Canale 5 da lunedì 10 ottobre 1988 all'11 gennaio 1992, poi spostato su Italia 1 dal 13 gennaio al 27 giugno 1992. È stato successivamente ripreso, sempre su Italia 1 per una sola stagione, dal 13 settembre al 17 dicembre 2004. Il quiz è ispirato al format statunitense Hollywood Squares, in onda su NBC. Il programma è stato condotto inizialmente da Raimondo Vianello con Sandra Mondaini come ospite fissa della prima casella, poi da Gerry Scotti, ed è stato in seguito ripreso da Enrico Papi, con messa in onda nell'access prime time di Italia 1. La trasmissione è stata replicata nei primi anni 2000 su Happy Channel.
Nella primavera del 2024, dal 29 aprile al 14 giugno, il programma è tornato in onda su TV8 con un reboot condotto da Nicola Savino, col titolo Tris per vincere.

## Regolamento
Al gioco partecipavano nove personaggi VIP (nelle prime edizioni, presenze fisse erano Sandra Mondaini, Francesco Salvi, Roberto Gervaso, Andrea Giordana, Ciccio Ingrassia, Franco Franchi, Amanda Lear e Serena Grandi), che erano disposti in un tabellone chiamato "condominio" su tre file da tre. A turno, i due concorrenti seduti nelle due postazioni accanto al conduttore, sceglievano un personaggio VIP, cui toccava leggere un aneddoto curioso e poi chiedere se il giocatore lo riteneva vero o falso. Se la risposta era corretta, la casella in cui si trovava il personaggio scelto si accendeva con il simbolo di chi aveva indovinato, una crocetta "X" oppure un cerchietto "O"; in caso contrario, si accendeva il simbolo del suo avversario. Il primo concorrente che completava un tris (orizzontale, verticale o diagonale) si aggiudicava una manche.
Le manches totali erano solitamente due o tre: nella prima il tris valeva 1 000 000 di lire, nella seconda 2 000 000 e nella terza 3 000 000. Alla fine il concorrente che aveva vinto di più poteva scegliere tra cinque chiavi, porte in un vassoio, quella che accendeva l'automobile in palio, vincendola in questo modo. In tutte le prime quattro edizioni le auto in palio erano della Opel.
Anche nell'edizione condotta da Papi vi era una vettura in palio (una Peugeot 206, e le chiavi erano mescolate in una sfera prima della scelta), inoltre c'erano due giochi che permettevano di vincere premi in gettoni d'oro. Nel primo, svolto al termine delle tre manche, i concorrenti in tre minuti dovevano conquistare le 9 caselle rispondendo correttamente a delle domande dicotomiche (sì/no) poste dal conduttore, e se si riempivano tutte si vinceva un premio di 50.000 euro. Nel secondo, bisognava indovinare una combinazione di numeri da 1 a 9 per vincere un premio di 250.000 euro; se era sbagliata, il notaio come aiuto per la puntata successiva, indicava quante cifre erano corrette.

## Storia
La trasmissione esordì il 7 ottobre 1988 con uno speciale in onda alle 20:30 che, alla vigilia della partenza del campionato di calcio di Serie A, vedeva protagonisti del tabellone esclusivamente personaggi legati al mondo del calcio. La regolare messa in onda prese il via lunedì 10 ottobre alle 18:55 e precedeva un altro quiz, Tra moglie e marito, che andava in onda nell'importante fascia oraria in concorrenza con le testate giornalistiche della Rai e a ridosso della prima serata. Le prime due stagioni della trasmissione erano andate in onda in quella fascia oraria e Vianello era affiancato, oltre che dalla moglie, anche dalla valletta Luana Colussi, ottenendo ottimi risultati di ascolto. Nell'estate del 1989 il programma traslocò in seconda serata (partenza alle 22:15 o 22:30) con un ciclo di puntate dal titolo Il Gioco dei Nove Estate.
In seguito alle prime due edizioni, Vianello abbandonò il programma nel giugno del 1990 per dedicarsi, sempre nello stesso anno sulla medesima rete a partire da lunedì 9 luglio fino alla fine di agosto, ad un'altra trasmissione estiva a quiz, intitolata Quel motivetto..., un quiz a premi andato in onda da lunedì a sabato alle 19:50 nella fascia preserale, incentrato sul riconoscimento di famosi motivi di canzoni italiane e straniere, condotto sempre con la collaborazione di Luana Colussi, che visto il successo della trasmissione si riconfermò nuovamente come valletta di Vianello. Alla conduzione del programma arrivò dunque Gerry Scotti, all'epoca volto di Italia 1 che proprio con questa trasmissione passò a Canale 5 con conseguente cambio di target di pubblico. Insieme al cambio di conduzione vennero rivoluzionate anche la scenografia del programma e il cast: a Luana Colussi successe Emilietta Farina, nei panni di cameriera tuttofare, mentre del cast fisso entrarono a far parte Teo Teocoli (nei panni di Peo Pericoli), Gene Gnocchi, Sergio Vastano, Sonia Grey, Luca Laurenti e Maria Amelia Monti. Mercoledì 2 gennaio 1991 venne realizzato uno speciale in prima serata con concorrenti Emilio Fede e Vittorio Sgarbi. Il programma, nonostante il cambio di conduzione, mantenne ottimi risultati di ascolto, che portarono l'emittente a promuoverlo nella più prestigiosa fascia delle 19:45 dalla stagione 1991/1992, prendendo così il posto di Tra moglie e marito che era terminato nel giugno precedente.
Dal 13 gennaio 1992, con la nascita del TG5 e l'allungamento de La ruota della fortuna, il quiz traslocò su Italia 1 alle 19:35. Finita la quarta stagione nel 1992 il format venne assorbito nel contenitore domenicale Dido... menica (di Zuzzurro e Gaspare), in onda su Italia 1. Le edizioni storiche del programma, quelle precedenti al remake del 2004, furono poi replicate sul canale satellitare Happy Channel.
A distanza di oltre 12 anni il telequiz venne ripreso nel settembre del 2004 sempre dalla seconda rete Mediaset, nella fascia precedente la prima serata, dalle 19:55 alle 21:05 con la conduzione di Enrico Papi. La nuova ed ultima edizione non riscosse però il successo sperato e la trasmissione venne interrotta a fine dicembre. Papi era affiancato da Youma Diakite, sostituita poi da Natalie Kriz, e la regia era affidata a Franco Bianca.
La prima stagione (Vianello) fu realizzata nello studio 10 di Cologno Monzese, la seconda stagione (Vianello) nello studio 14, la terza stagione (Scotti) sempre nello studio 14, e la quarta stagione (Scotti) nello studio 6 e 7 uniti (i due studi erano separati da una parete che poteva essere rimossa in caso di necessità formando uno studio di grandi dimensioni, lo stesso studio "doppio" usato da Mike Bongiorno per Telemike e da Iva Zanicchi per Ok, il prezzo è giusto!). Aiuto regista della seconda, terza e quarta edizione fu Danilo Sindoni. Il gioco dei 9 ebbe un costo di produzione di circa 25 000 000 di lire a puntata, rendendolo il gioco quiz più costoso di Fininvest/Mediaset secondo solo a Telemike. Durante la quarta e ultima edizione gli ascolti Auditel del programma furono molto buoni ed erano tra i 3 200 000 e i 4 800 000 spettatori medi.
Venivano registrate tre puntate ogni pomeriggio, dal lunedì al venerdì, per due settimane consecutive seguite da due settimane di pausa. Per quanto registrate, le puntate venivano realizzate come se il programma fosse in diretta, e si interrompeva la registrazione solo per grossi errori o problemi tecnici. A differenza di quasi tutti gli altri programmi realizzati negli studi di Cologno Monzese, il pubblico era reale e a invito (non venivano quindi usati i cosiddetti figuranti), anche per avere un reale feedback, mentre si registrava, del gradimento del pubblico alle varie battute comiche pronunciate dagli ospiti.
Per quanto nel corso delle varie stagioni le tecniche di ripresa del programma furono leggermente modificate, normalmente venivano utilizzate sette telecamere di cui due fisse. Una fissa per il totale del "condominio" e l'altra per il cosiddetto "supertotale" (che copriva buona parte dello studio, il pubblico e lo spazio dove c'erano le automobili in palio). Il programma veniva registrato in formato PAL analogico su nastro da un pollice e contemporaneamente, come riserva, su cassetta BVU. Come tante altre produzioni realizzate negli studi di Cologno Monzese all'epoca, tutti i contributi audio (sigle, jingles, ecc.) erano registrati in stereofonia anche se il programma veniva trasmesso con audio monofonico.